# سان مارتینو دال‌ارجینه
سان مارتینو دال‌ارجینه (به ایتالیایی: San Martino dall'Argine) یک کومونه در ایتالیا است که در استان منتووا واقع شده‌است. سان مارتینو دال‌ارجینه ۱۷٫۰ کیلومتر مربع مساحت و ۱٬۸۳۷ نفر جمعیت دارد.